# Isabella Leonarda

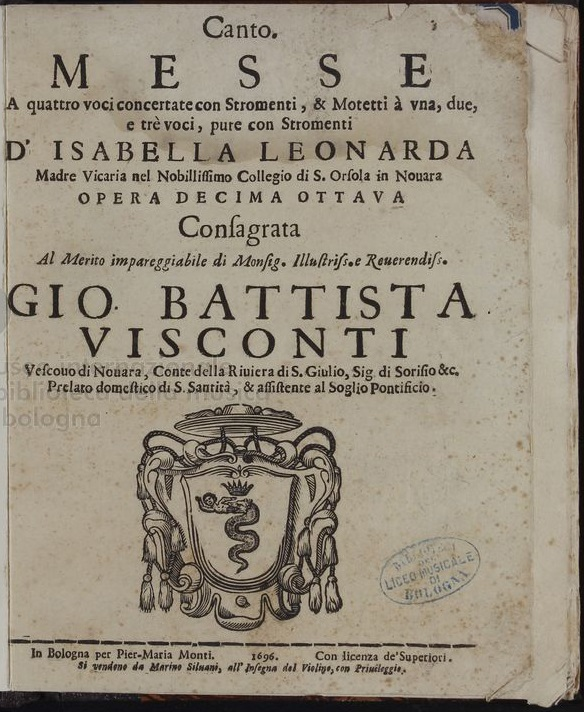
Titelsida till Isabella Leonardas op 18 "Messe a quattro voci concertate con Stromenti, & Motetti à vna, due, e trè voci…" publicerad i Bologna, 1696.

Isabella Leonarda, född 6 september 1620, död 25 februari 1704, var en italiensk kompositör från Novara, Italien. Vid 16 års ålder blev hon medlem av Collegio di Sant'Orsola, ett Ursuline-kloster, där hon kom att stanna resten av livet. Leonarda är främst känd som en av de mest produktiva kvinnliga tonsättarna under 1600-talet. 

## Biografi
Anna Isabella Leonarda föddes 1620, dotter till Giannantonio och Apollonia Leonardi. Leonardi var en framstående släkt från Novara och bland dess medlemmar märks bland annat framträdande ämbetsmän inom kyrka och myndigheter samt även paladinriddare. Isabellas far var själv greve och juris doktor.
1636 blev Leonarda medlem i Collegio di Sant'Orsola, ett Ursuline-kloster i Novara. Leonardas familj var sedan tidigare mecenater för Sant'Orsola, vilket kan förklara hennes stora inflytande vid klostret. Hon innehade ett flertal betydelsefulla titlar, såsom madre (1676), superiora (1686), madre vicaria (1693) och consigliera (1700). Exakt vad titlarna representerar är oklart, men superiora var förmodligen den högsta titeln.
Leonarda var en uppskattad kompositör i sin hemstad, men hon tycks inte ha varit särskilt känd i övriga Italien under sin livstid. Hon publicerade totalt 20 opus mellan åren 1640 och 1700 och dessa omfattar totalt nästan tvåhundra individuella verk. Merparten av hennes kompositioner har förmodligen skrivits efter det att hon fyllt 50 år.

## Karriär
Huruvida Leonarda studerat musik före tiden i klostret är okänt, men givet hennes socioekonomiska bakgrund så är det troligt att hon erhållit någon utbildning i ämnet. Möjligen kan hon ha studerat för tonsättaren Gasparo Casati (1610–1641), som innehade titeln maestro di cappella vid Novarakatedralen från 1635 till sin död. I Casatis Terzo libro di sacri concenti återfinns de tidigaste kända kompositionerna av Leonarda, vilket ger visst stöd åt ovanstående teori.
Leonardas verk omfattar nästan samtliga kyrkomusikaliska genrer: motetter och concerti för en till fyra röster, psaltarsättningar, responsorier, Magnificat, litanior, mässor och kyrkosonater. Därtill har hon skrivit verk för soloröst med och generalbas samt kör och stråkar. Även sättningar av sekulära texter förekommer. De nämnda kyrkosonaterna återfinns i hennes Opus 16, vilka kan vara de första i sitt slag att publiceras av en kvinnlig tonsättare  
Sonat nr 12 är Leonardas enda solosonat för violin och generalbas och en av hennes mest kända kompositioner. Den är komponerad i fri form och innehåller bland annat recitativiska avsnitt med utskrivna och virtuosa ornament.
Antalet satser varierar kraftigt i dessa sonater; från fyra i sonat nr 6 och nr 9, till tretton i sonat nr 4. 
Nästan alla Leonardas verk har två dedikationer - en till jungfru Maria samt en åt samtida potentater. Bland de sistnämnda kan nämnas ärkebiskopen i Milano, biskopen av Novara och Leopold I.

## Verk
- Opus 1: förkommen
- Opus 2: Motetti a tre voci (Milano 1665, förkommen)
- Opus 3: 18 Sacri concenti (Milano 1670)
- Opus 4: 11 Messa (Novara 1674)
- Opus 5: förkommen
- Opus 6: 12 Motetti (Venedig 1676)
- Opus 7: 13 Motetti (Bologna 1677)
- Opus 8: 11 Vespro a cappella (Bologna 1678)
- Opus 9: förkommen
- Opus 10: 12 Motetti a quattro voci (Milano 1684)
- Opus 11: 12 Motetti (Bologna 1684)
- Opus 12: 14 Motetti a voce sola (Novara 1686)
- Opus 13: 12 Motetti (Bologna 1687)
- Opus 14: 10 Motetti (Bologna 1687)
- Opus 15: 11 Motetti a voce sola (Bologna 1690)
- Opus 16: 12 Sonate a 1., 2., 3. e 4. strumenti (Bologna 1693)
- Opus 17: 12 Motetti (Bologna 1695)
- Opus 18: 6 Messe (Bologna 1696)
- Opus 19: 11 Salmi concertati (Bologna 1697)
- Opus 20: 14 Motetti (Bologna 1700)